# Nonnendamm
Der Nonnendamm ist Teil einer der ältesten Straßen im Berliner Stadtgebiet. Er bildete die historische Verbindung zwischen Spandau und Berlin, die durch Moabit führte. Die Trasse der Straße wurde nachfolgend mehrfach verändert, unter anderem durch Umnutzung von Straßenteilen. Die Bedeutung des Nonnendamms ist durch geänderte Verkehrsführungen stark gesunken. So verblieb seit den 2000er Jahren eine Anliegerstraße. Westlich wurde sie vom Siemensgelände überbaut, der östliche Bereich wurde durch den Vorhafen der neuen Schleuse unterbrochen.

## Geographie
Der Nonnendamm lag zum Zeitpunkt der Bildung von Groß-Berlin sowohl im Stadtkreis Spandau (Spandau war seit 1232 Stadt) als auch im Bereich Siemensstadt der Großstadt Charlottenburg. Im Jahr 1920 wurden unter anderem die Berliner Verwaltungsbezirke Spandau und Charlottenburg gebildet. Diese Bezirkseinteilung blieb seither bis auf leichte Verschiebungen der Bezirksgrenze erhalten, dabei lag der Damm zeitweise in Grenzlage der Bezirke. Bei der Bezirksreform 2001 wurden unterhalb der Bezirksebene die Ortsteile neu gegliedert. Der kurze Abschnitt in Spandau liegt seitdem weiterhin in Siemensstadt, der größere östliche liegt mit dem Straßenland und den Nordgrundstücken in Charlottenburg-Nord. Dabei befindet sich ein Teil des südlichen Straßenrandes im Bezirk Charlottenburg-Wilmersdorf, der die Grenze zwischen dessen Ortsteilen Charlottenburg und Charlottenburg-Nord bildet.
Der Name Nonnendamm als Wegbezeichnung ist ursächlich auf den Südrand der Nonnenwiesen bezogen, er wurde aber auf Spandauer Terrain alternativ zur Bezeichnung der Fortsetzung und für das gesamte umliegende Areal verwendet. Mit der Werksansiedlung von Siemens entstand die Ortsbezeichnung „Kolonie Nonnendamm bei Berlin“ (ab 1914 benannt in „Siemensstadt“). Im Spandauer Areal wurde 1914 der verbreiterte und ausgebaute Abschnitt des Nonnendamms in Nonnendammallee umbenannt.

## Namensherkunft
Der Name der Straße geht auf das 1239 gegründete und im 16. Jahrhundert aufgehobene Benediktinerinnen-Kloster St. Marien in Spandau zurück. Es stand südlich der damaligen Stadtbefestigung unweit der Havel. Zum Eigentum des Klosters gehörten Flächen westlich in der heutigen Spandauer Ortslage Klosterfelde, weitere Besitztümer des Klosters lagen im Osten nach Moabit und Wedding hin. Nach diesen einstigen Besitzern der Gegend – den „jungfräulichen“ Benediktinerinnen – wurden Jungfernheide und die Nonnenwiesen benannt. So erklären sich auch der Jungfernheideweg, der Jungfernsteig, der Nonnendamm, die Nonnendammallee und weitere Siemensstädter Straßennamen mit den Endungen …damm, …weg und …steig.

## Geschichte
Die älteste Straße zwischen Spandau und Berlin führte vom Berliner Thor südlich der Zitadelle in Spandau am Nordufer der Spree entlang in Richtung Jungfernheide und weiter im Süden um die Nonnenwiesen herum durch Moabit zum Spandauer Tor nach Berlin. 1569 hatte das Berliner Thor in Spandau das für den Festungsbau abgerissene Mühlentor ersetzt. Die Fern- und Handelsstraße von Magdeburg zum Wallfahrtsort Gnesen in Polen verlief durch die Niederungen am Nordufer der Spree als Nonnendamm. Eine Trasse zwischen Berlin und Spandau am Abhang der Teltowplatte, und damit südlich der Spree, entstand erst mit der Entwicklung von Charlottenburg.

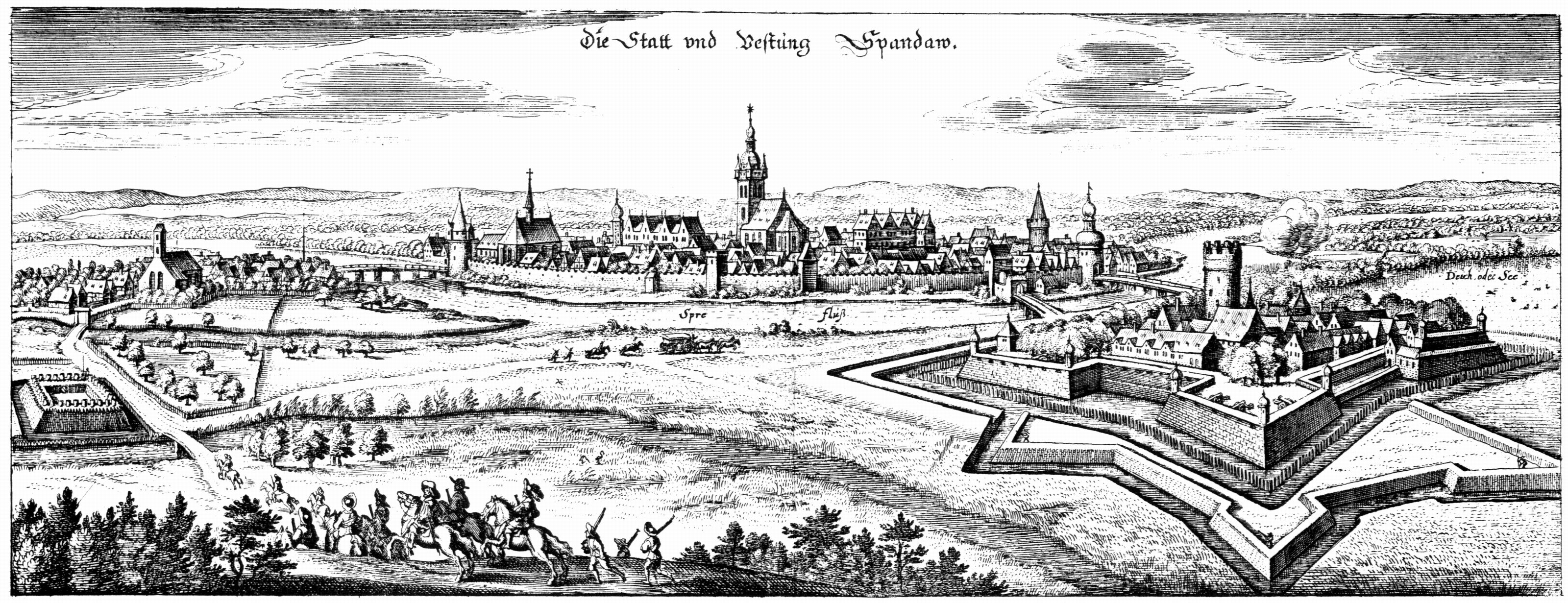
Blick über die Trasse um 1650: vom Spandauer Havelübergang (im Bild oben) an der Zitadelle vorbei (links im Bild: Stresow mit der 1640 abgerissenen Gertraudenkirche)

Das Spandauer Nonnenkloster ließ einen Knüppeldamm durch die Feuchtflächen anlegen, der durch den Namen Nonnendamm zwischen Spree und Nonnenwiesen dokumentiert ist. „Innerhalb dieser [Spandauer] Grenzen lagen jedoch Gebiete, welche anfänglich nicht zum städtischen Weichbild gehörten; es sind dies der Behnitz, die an demselben gelegene markgräfliche Schneidemühle, die Klostermühle, das Marienkloster und seine Besitzungen, die Götelwiesen und das Terrain, welches jetzt der Damm und die Körnersche Schneidemühle einnehmen. […] die Klostermühle, die einstigen Besitzungen des Marienklosters, Klosterhof und Klosterfelde und die Götelwiesen [wurden] mit dem 1. Oktober 1872 [der Stadt einverleibt].“ Als „Nonnendamm“ wird mitunter nur der Bereich des Knüppeldamms bezeichnet, je nach Quelle aber auch die Fortführung nach Spandau.

### Spandau
Die Fernstraße zwischen Magdeburg über Berlin nach Polen führte durch Spandau. Im Berliner Stadtgebiet wurde im 19. Jahrhundert diese Trasse zum Verlauf der Bundesstraßen B 1 über Küstrin und B 5 nach Frankfurt verändert.
Bis 1878 war Spandau durch das südliche Klosterviertel und das Kloster-Thor (seit 1747: Potsdamer Thor) auf der Potsdamer Provinzialchaussee (seit 1878: Klosterstraße) zu erreichen, wonach der Havelübergang genutzt wurde. Für die Gebäude des Klosters ordnete Kurfürst Georg Wilhelm 1626 den Abriss an, um die Stadtbefestigung auszubauen. Das östlich von Spandau gelegene Gebiet im Norden der Spree (bis zum Tegeler Weg) bestand aus einem 500–1000 Meter breiten, feuchten und sumpfigen Gelände mit zahlreichen Spreearmen. Bestandteil der alten Handelsstraße war der Damm an den Nonnenwiesen. Der Hühnerwerder war ursprünglich eine Feuchtfläche südlich eines Spreearms. Je nach Betrachter als Weg nach Spandau oder Weg von Spandau bezeichnet, verlief er als Spandauer Heerweg weiter nach Berlin. Der Königsdamm über die nördlicher und höher gelegenen Gebiete ergänzte später den Nonnendamm, der ungünstig in Spreenähe durch feuchtes Gelände führte.

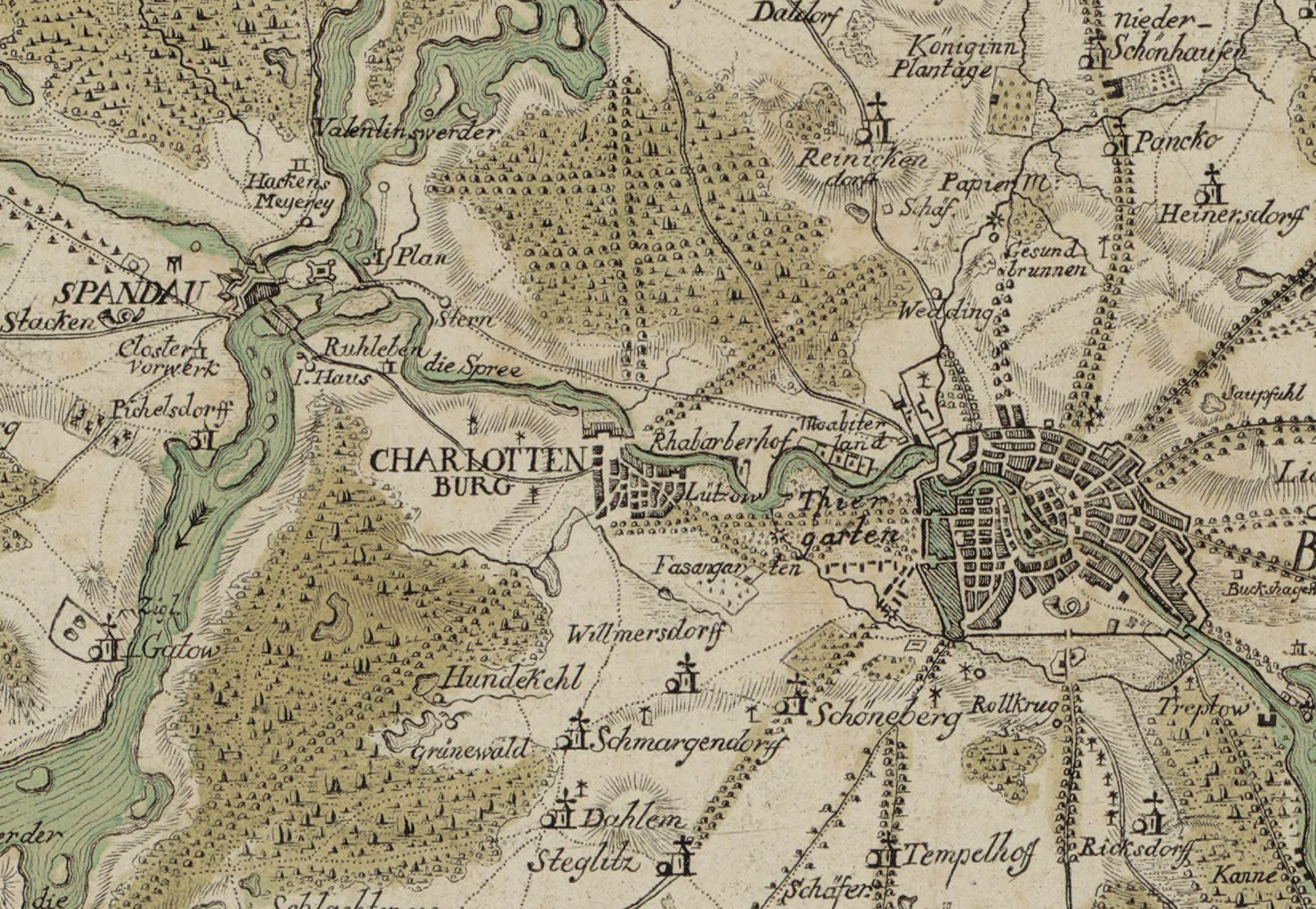
Straße von Spandau durch Moabiter Land nach Berlin (1778)

Bis zum Beginn des 20. Jahrhunderts war der Nonnendamm ein unbefestigter Weg. Befestigt war im 18. und 19. Jahrhundert vom Berliner Thor aus Spandau heraus die Berliner Chaussee im Lauf zwischen Rohrbruch und zur Zitadelle. Als feste Straße führte der Verkehrszug ab Paulstern einerseits nach Sternfeld und andererseits nordwärts durch Haselhorst nach Tegel. Von Paulstern nach Osten folgt der Weg von/nach Spandau oder Weg von/nach Charlottenburg und mitunter wird dieser in gesamter Länge als Nonnendamm bezeichnet. Von West nach Ost verlief der Weg über das erhöhte Gelände am Sternberg (42 m ü. NHN), am Weißen Sandberg vorbei und am Südrand der Jungfernheide entlang. Der Nonnendamm führte durch Feuchtgebiet, das im Norden an die Nonnenwiesen und im Süden an die unregulierte Spree reichte. Mit einem Südbogen führte der Weg an das Spreeufer. An dieser Stelle der Spree wurden in der Mitte der 1880er Jahre die alte Schleuse Charlottenburg und die Schleuse Nonnendamm errichtet. Der Verlauf der Fernstraße nach Osten als Spandauer Heerstraße von der kreuzenden Chaussee Charlottenburg–Tegel führte spreenah nach Moabit, Wedding und Berlin weiter. „Die im Osten des Gutsbezirks gelegenen Spreewiesen am Nonnendamm werden thatsächlich als zum Kommunalbezirk gehörig betrachtet, die offizielle Einverleibung ist aber bisher nicht erfolgt.“ Auf dem Urmesstischblatt 3445 (Spandau) von 1835 ist der zu beiden Seiten baumbestandene Weg am Rande der Nonnenwiesen zwischen Faulbaumbusch und dem am Schloss gegenüberliegenden Spreebogen als Nonnendamm vermerkt. Der westliche Anschluss ist als Alte Straße von Charlottenburg bezeichnet, der östliche Verlauf zum Eisenham̄er Martinicke am Spreenordbogen vor der Judenwiese ist auf der Karte unbenannt.

### Charlottenburg

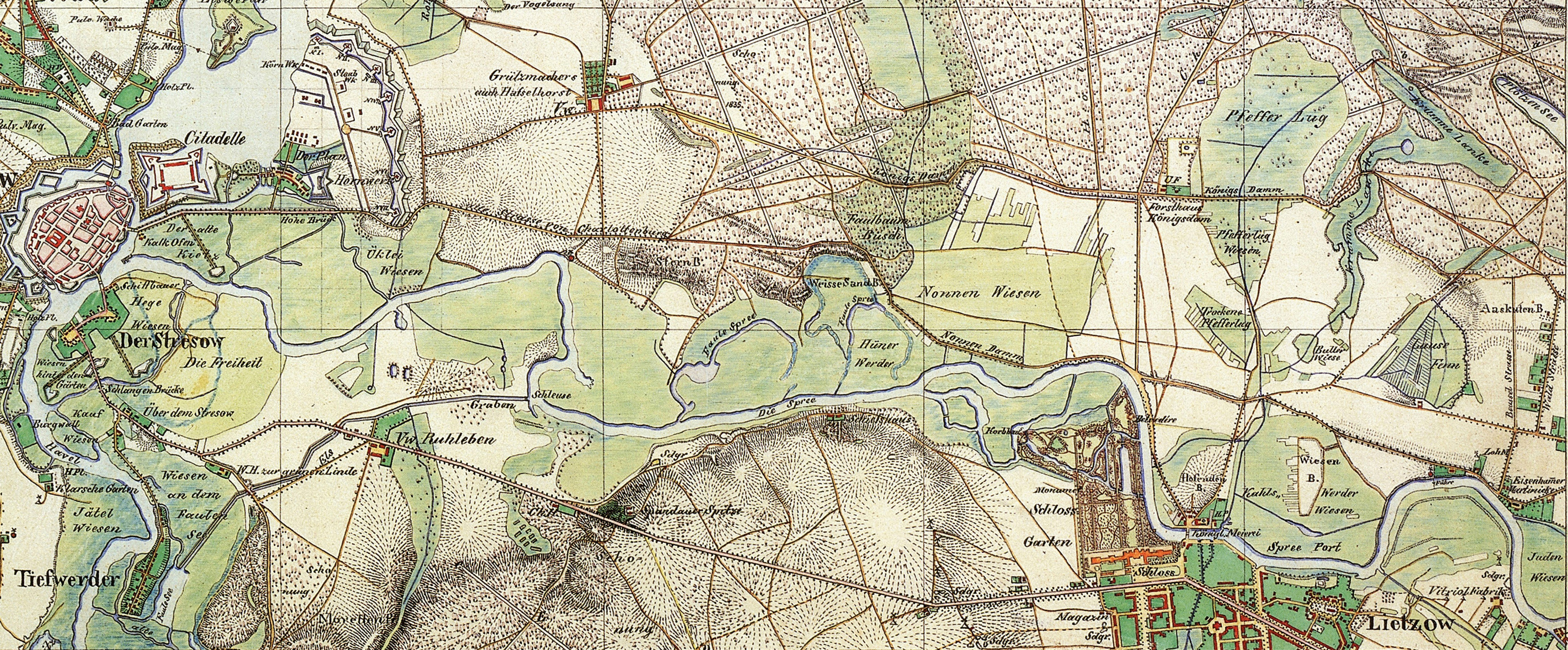
Nonnendamm und Straße von Charlottenburg (Urmesstischblatt um 1834)

Ab 1700 wurde das Schloss Charlottenburg am Dorf Lietzow errichtet und mit der Herausbildung der Stadt gewann der Nonnendamm Bedeutung für den Weg von Charlottenburg nach Spandau. Der Anschluss von Charlottenburg nach Spandau reichte zunächst nach Norden über die Schlossbrücke an der Spree (Tegeler Weg) und weiter auf dem Nonnendamm über den Weg nach Spandau. Im 18. Jahrhundert war Charlottenburg vorwiegend von Ackerbürgern besiedelt. Die Stadt bemühte sich beim König, die Wiesen und Feldmark nördlich vom Nonnendamm zu erhalten.
In den 1880er Jahren wurde die Spree reguliert, das Spreewehr und die Schleuse Charlottenburg wurden erbaut. Der Hühnerwerder lag nun nördlich der Spree und der Nonnendamm seither an dessen Nordseite. Zudem erlangte der nördlicher gelegene Königsdamm zwischen Haselhorst und Plötzensee mehr Bedeutung, da er über das höhergelegene Gelände der Jungfernheide führte.
Durch den in den 1820er Jahren angelegten Verkehrszug des Spandauer Damms als Ergänzung der Kunststraße Berlin/Spandau nach Hamburg ging die Bedeutung des Nonnendamms zurück. Diese neuangelegte Chaussee südlich der Spree über Charlottenburger und Spandauer Chaussee (Spandauer Berg) verlief oberhalb des Abbruchs der Teltowplatte und war von Spreehochwassern frei. Ebenfalls am südlichen Spreeufer wurden die Lehrter und die Hamburger Bahn trassiert. Charlottenburg wurde zudem für den Verkehr zwischen den beiden Städten Berlin und Spandau zusätzlich begünstigt, da ab „April 1718 keine Passage über die Jungfernheide nach Spandow mehr gelitten, sondern solche über Charlottenburg verordnetermaßen geleget werden soll.“ Um die Bedeutung von Charlottenburg zu verbessern, war es die Absicht der königlichen Verwaltung, die südliche Verbindung zwischen Spandau und Berlin zu stärken. Diese Lage über den Stresow hatte die historische Bedeutung zunächst eingebüßt.
Die Grenze der zur Stadt Charlottenburg und zum Stadtkreis Spandau gehörenden Gebiete lag am und um den Nonnendamm. Das im Osten befindliche Charlottenburger Terrain wurde als Wiese, Forst und Ackergelände genutzt. Das Spandauer Gelände jenseits der Havel war weitestgehend unwegsames, ungenutztes Brachland. Bei der Erweiterung der Spandauer Rüstungsindustrie nach Haselhorst hin blieb die Infrastruktur nördlich des Nonnendammes.

### Kolonie Nonnendamm

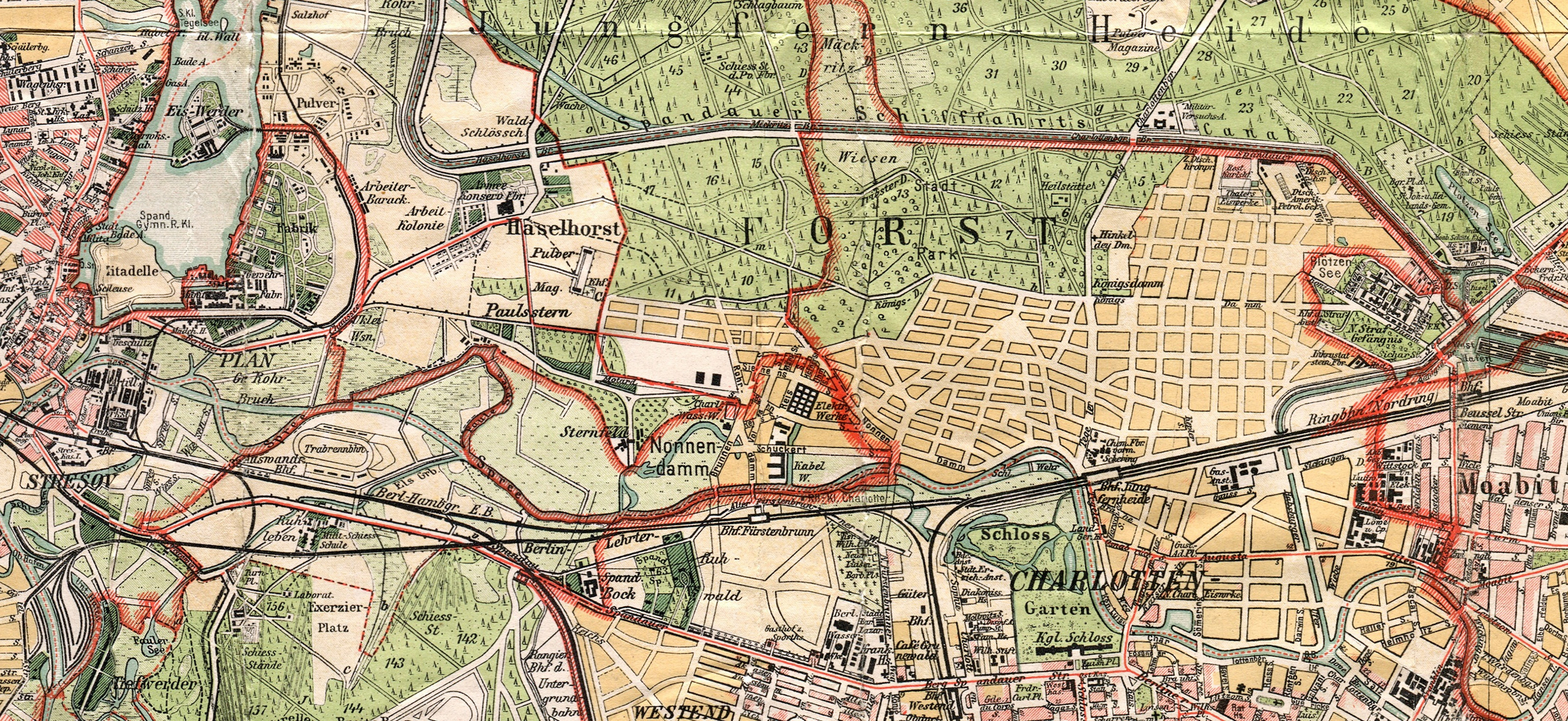
Lage des Nonnendamms auf der Straube-Karte von 1909

Ende des 19. Jahrhunderts waren die Produktionsstätten von Siemens im gesamten Berliner Raum verstreut. Für einen neuen Standort wurde das zur Stadt Spandau gehörende brachliegende Gebiet nördlich der Spree um den Nonnendamm ausgewählt. Dies war eine fast unbewohnte, verkehrstechnisch kaum erschlossene Naturlandschaft aus Wald, Wiesen, Heideland und Feuchtgebieten zwischen den Nonnenwiesen, Hühnerwerder, Rohrbruch und Jungfernheide. Dieses Gebiet schloss sich an die Spandauer Industriegebiete auf dem Terrain des Gutsbezirks Haselhorst an. Im Jahre 1897 erwarb die Siemens & Halske AG ein 209.560 m² großes Areal auf dem Hühnerwerder. Einzige Verkehrsanbindung nach Spandau, Charlottenburg und Berlin waren die Spree und der unbefestigte Nonnendamm.
Auf Kisslings Großer Special-Karte der Umgegend von Berlin von 1905 ist der Nonnendamm als „gebesserter Weg“ am Südrand der Nonnenwiesen (trockene Wiese) eingetragen. Nach Norden entlang der Stadt- und Kreisgrenze Charlottenburgs besitzt er nach 500 Metern einen Anschluss zum Königsdamm, der ein „einfacher Weg“ ist. Von der aus Spandau kommenden Chaussee ab Paulstern, wo die Straße nach Tegel abbiegt, ist eine Trasse des Nonnendamms als „gebesserter Weg“ eingetragen. Er führt nördlich der Feuchtwiesen am Sternfeld vorbei und biegt als markierte Straße um das Wasserwerk herum nach Süden in den Lauf des Rohrdamms. Gegenüber der Spree lag der Haltepunkt Fürstenbrunn (H.P.), an dem Arbeiter aus Berlin und Charlottenburg ankamen. Auf Kosten von Siemens wurde der Rohrdammsteg (Märkischer Steg) erbaut.
Zunächst war der (ausgebaute) Nonnendamm für die Standorte von Siemens die einzige überregionale Straßenverbindung mit den Nachbarorten. Siemens befestigte ab 1905 den Nonnendamm auf Spandauer Gebiet als Chausseestraße. Mit dem Anlegen der großen Werksanlagen in Siemensstadt ab 1906 wurde der Nonnendamm unter Kostenbeteiligung des Unternehmens auf eine Breite von 49 Metern ausgebaut. Seit 1913 folgte als Ergänzung nach Osten durch Charlottenburger Terrain in Richtung Moabit der Weiterbau als Siemensdamm. Dieser neue Verlauf erhielt laut Schreiben der Polizeiverwaltung Spandau an den Magistrat vom 2. April 1914 den Namen Nonnendammallee. Ein Abschnitt des Nonnendamms wurde 1914 in den Siemensdamm einbezogen. Die Nonnendammallee ist im Adressbuch 1915 aufgenommen. Der Wohnvorort Kolonie Nonnendamm wird im Adressbuch erstmals 1910 genannt. Der Nonnendamm ist mit den angelegten Querstraßen zwischen Rohrdamm und Gemarkung Charlottenburg mit Baustellen verzeichnet. Für die Stadt Charlottenburg ist im Adressbuch 1910 die organisatorische Zuordnung als eigener Stadtbezirk Nonnendamm aufgenommen. Der Nonnendamm verlief in dieser Zeit zwischen Tegeler Weg und Kolonie Nonnendamm und enthielt einige Wohnhäuser, Fabrikgrundstücke sowie das Beamtenhaus der Schleusenverwaltung. Außerdem gibt es die postalische Adresse Nonnenwiese als vom Nonnendamm abgehend. Die Karte im Adressbuch 1910 zeigt zudem auf dem Spandauer Gebiet zwischen Sternfeld und Siemens & Halske-Kabelwerk, das südlich der Alten Spree im Bogen des Hühnerwerders liegt, keine Parzellierung am und um den Nonnendamm. Östlich auf Charlottenburger Terrain ist das Gelände (die Nonnenwiesen) vom Nonnendamm zum Königsdamm (der die Stadtgrenze entlang der Jungfernheide ist) bis an den Tegeler Weg parzelliert und von projektierten, noch unbenannten Straßen durchzogen. Dies spricht für die Absicht, ein Stadtquartier für Siemensarbeiter östlich der Siemenswerke und der Kolonie in Spandau zu bauen.
Im Jahr 1911 sind für das Spandauer Territorium im Adressbuch zahlreiche Wohnhäuser, aber auch schon Fabriken eingetragen. Dort ist (noch) Nonnendamm in der „Kolonie Nonnendamm“ von der Gemarkung Sternfeld (Siemens=Schuckert=Werke) über Rohrdamm, Straße 1, Straße 1a, Brunnenstraße, Straße 2a, Voltastraße, Märkischer Steig, Reisstraße, Hefnersteig, Ohmstraße, Siemensstraße zur Gemarkung Charlottenburg und zurück Brunnenstraße, projektierte Straße, Rohrdamm zur Gemarkung Haselhorst aufgeführt. Für die Stadtgemeinde Charlottenburg an der Nordseite befand sich das Grundstück der Bahnhof Jungfernheide Boden AG am östlichen Ende, nach Westen folgten die Schleusenverwaltung und mehrere Häuser von Gastwirten. An der Südseite von West in Richtung Tegeler Weg standen das Siemens-Schuckertwerk, ein Hartsteinwerk, ein Mörtelwerk, eine Filiale des Wernerwerks, das Pumpwerk nördlich der Spree und die Chemische Fabrik von Urban und Lemm.

### Siemensstadt
Eine Anbindung der Kolonie Nonnendamm an den öffentlichen Nahverkehr bestand ab 1905 zum Haltepunkt Fürstenbrunn an der Hamburger Bahn. Siemens baute dafür auf eigene Kosten den Märkischen Steg über die Spree zur besseren Verbindung vom Bahnhof Fürstenbrunn zu den Werkshallen. In späteren Jahren kam zur direkten Anbindung des nördlich der Spree gelegenen Gebiets eine durch Siemens finanzierte Bahnbrücke über die Spree hinzu; über diese wurde die S-Bahn von Jungfernheide nach Gartenfeld geführt. Für den Güterverkehr wurde die Haselhorster Militärbahn genutzt und als Siemens-Güterbahn mit Teilführung auf dem Mittelstreifen des Nonnendamms (ab 1914: Nonnendammallee) ausgebaut.
Im Jahr 1914 veränderte die Spandauer Stadtverwaltung Nonnendamm b. Berlin in den Ortsteil Siemensstadt. Dieser besaß zu diesem Zeitpunkt 7.000 Einwohner und beherbergte weitere 23.000 Beschäftigte. Im nahegelegenen Haselhorst war zur gleichen Zeit wie die Siemensansiedlung eine Wohnkolonie des preußischen Militärfiskus zur Unterbringung der Arbeiter der Armee-Konservenfabrik entstanden. Zum Anschluss der Betriebe und Wohnbauten wurde auf dem neuen Nonnendamm 1908 die Elektrische Straßenbahn Spandau–Nonnendamm eingerichtet.

## Entwicklung des Nonnendamms zwischen 1920 und 1960

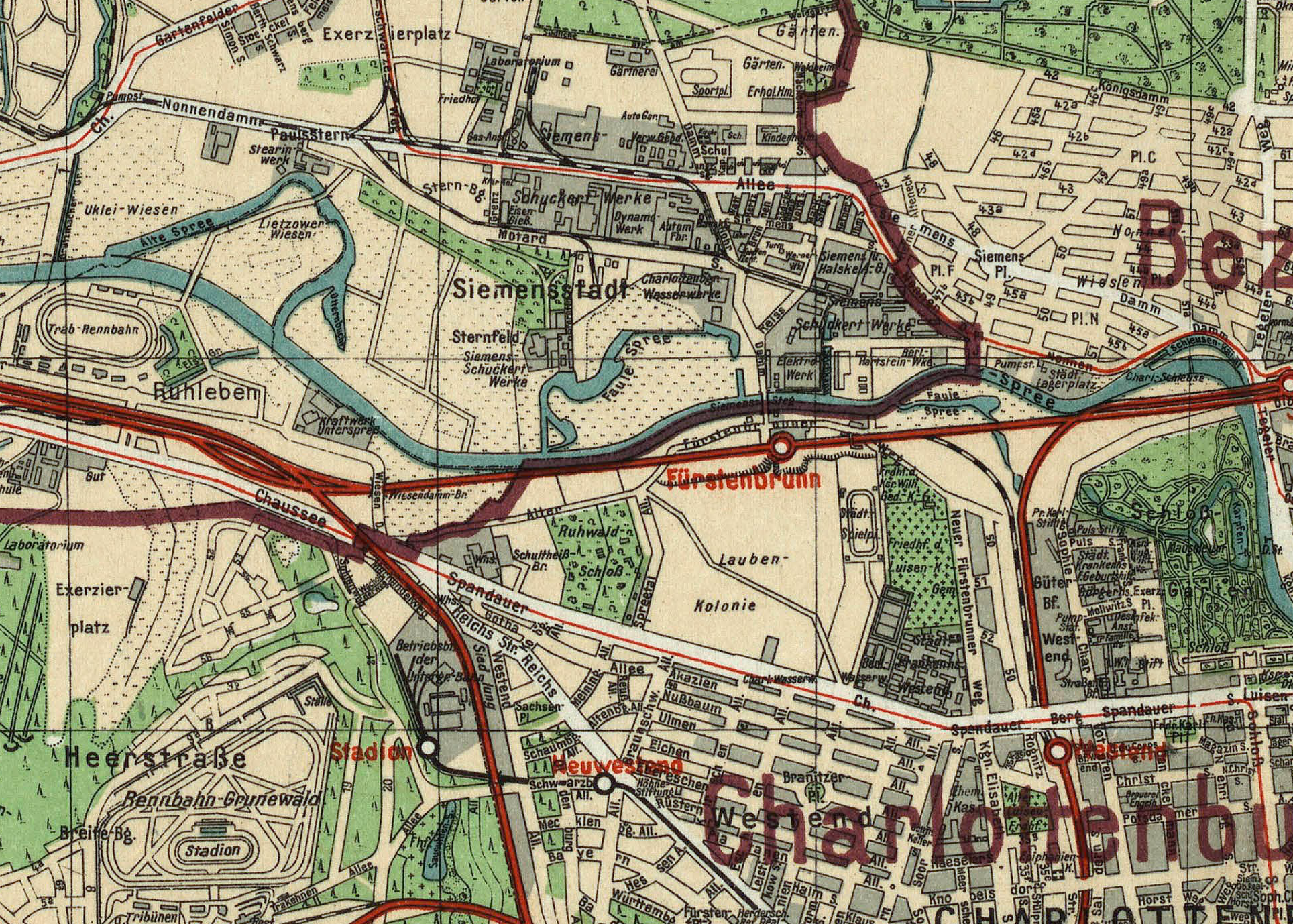
Stadtgebiet zwischen Charlottenburg und Spandau auf dem Silva-Plan von 1925

Mit dem Groß-Berlin-Gesetz vom April 1920 wurden die Städte Spandau und Charlottenburg Teil von Groß-Berlin und deren Stadtgrenzen am Nonnendamm wurden Bezirksgrenzen.

### Planungen und Umsetzung
Die Trasse der historischen Führung des Nonnendamms mit dem Bogen nach Süden an die Spree wird durch den seit den 1910er Jahren geplanten und im Ersten Weltkrieg unterbrochenen Ausbau einer verkehrsstärkeren Straßenverbindung Nonnendammallee/Siemensdamm ersetzt.
Die Bildung von Groß-Berlin 1920 unterstützt eine durchgehende Planung des Verkehrszugs Berliner Chaussee an der Zitadelle vorbei über die Nonnendammallee nach Osten in den Siemensdamm. Dieser wird projektiert und angelegt. Der Siemensdamm setzt die Breite der Nonnendammallee für den damals erwarteten Verkehr von Siemensstadt nach Charlottenburg und Berlin fort. Er ist von Beginn an als Entlastung des („alten“) Nonnendamms ausgelegt und führt über den Siemensplatz zum Ostanschluss am Nonnendamm an der Spree, wo er nach Nord und Süd an den Tegeler Weg anschließt. Für die Planung einer „Siedlung Charlottenburg-Nord“ auf dem Gelände der Nonnenwiesen war der Siemensdamm die südliche Hauptstraße, parallel nach Norden folgten Holtzdamm und Königsdamm. Der Wohnungsbau begann jedoch erst nach dem Zweiten Weltkrieg in den 1950er und 1960er Jahren. In dieser Zeit wurden Verkehrslage und Straßenanschlüsse durch Planung und Bau der Stadtautobahn und der Nordautobahn weiter geändert. Der vor den Kriegsjahren begonnene Neue Verbindungskanal wurde fertiggestellt, für den Tegeler Weg hatte dies die Führung über die Mörschbrücke zur Folge. Durch den Straßenbau änderte sich die Lage vom Siemensdamm zum Nonnendamm.
Im Jahr 1925 ist die Siemens-Güterbahn auf der Länge der Nonnendammallee bis an den Rohrdamm an die Bezirksgrenze von Charlottenburg vorhanden und versorgte Siemens & Halske sowie die Schuckertwerke. Sie weicht der im Osten liegenden Wohnsiedlung südlich aus. Die Straßenbahn Spandau–Nonnendamm (–Charlottenburg) führte auf der Berliner Brücke (Juliusturmbrücke) über die Havel und nach der Berliner Chaussee (Am Juliusturm) durch Haselhorst im nördlichen Bogen auf der Gartenfelder Straße (mit Anschluss zum Kabelwerk) und weiter über den Schwarzen Weg (Paulsternstraße) zur Nonnendammallee. Die Streckenführung nach Charlottenburg erfolgte auf dem Nonnendamm am Schleusenkanal entlang zum Tegeler Weg und zum Bahnhof Jungfernheide, von da weiter nach Moabit.

### Darstellung anhand von Berliner Stadtplänen
Auf der Karte von 1921 führt der Nonnendamm nach Osten entlang der Grenze der Bezirke Spandau und Charlottenburg und in Charlottenburg am Schleusenkanal zum Tegeler Weg nördlich der Bahnstrecke. Ausschließlich im Bezirk Spandau liegt die Nonnendammallee. Anschließend ist der (projektierte) Siemensdamm über den Siemensplatz zum Tegeler Weg eingezeichnet, der durch das schon vor dem Ersten Weltkrieg parzellierte Wohnviertel Charlottenburg-Nord führt.
Die Karte von 1926 weist eine ähnliche Verteilung mit den erweiterten Siemensfabriken am Nonnendamm auf. Den Anschluss vom Rohrdamm über Brunnen- und Reisstraße an den Nonnendamm bildet die Siemensstraße.
Im Jahr 1932 lag ein Teil des Wernerwerks südlich der neu entstandenen S-Bahn-Station Wernerwerk östlich vom Nonnendamm auf Charlottenburger Gebiet. Nach der Karte hatte der Nonnendamm keinen unmittelbaren Anschluss an die Nonnendammallee mehr. Der (verbliebene) Nonnendamm war am südlichen Ende der Wohngebietsstraßen durch die Siemensstraße mit der Nonnendammallee Ecke Rohrdamm verbunden. Die Nonnendammallee selbst wurde zugunsten des Siemensdamms verkürzt, der nach Siemensstadt hineinführt.
Auf der Karte von 1943 ist die 1938 geänderte Bezirksgrenze am Nonnendamm eingetragen, sodass ein westlicher Teil des Nonnendamms mit dem Betriebsgelände des Wernerwerks zu Siemensstadt gehört. Auf den Karten von 1943 und 1946 ist die Siemensstraße im gleichen Verlauf (an den Nonnendamm hinan) in Schwiebertweg umbenannt.
Im Jahr 1954 ist das Ende des Nonnendamms im Osten am Tegeler Weg geändert und er endet an der (noch) projektierten Anschlussstelle und dem (neu benannten) Alten Tegeler Weg. Diese Trassenänderung erfolgte, da der Westhafenkanal über den Charlottenburger Verbindungskanal direkt zur Spree verlängert wurde. Im Westen schließt der Nonnendamm in die Trasse des Wernerwerksdamm. Dessen Namen waren bis 1939 Siemensstraße und bis 1947 Schwiebertweg. Mit der Fertigstellung des bereits 1943 bis vor den Teltower Weg geführten Neuen Verbindungskanals ist der Nonnendamm in historischer Lage im Osten unter der Mörschbrücke hindurch an den Tegeler Weg geführt.

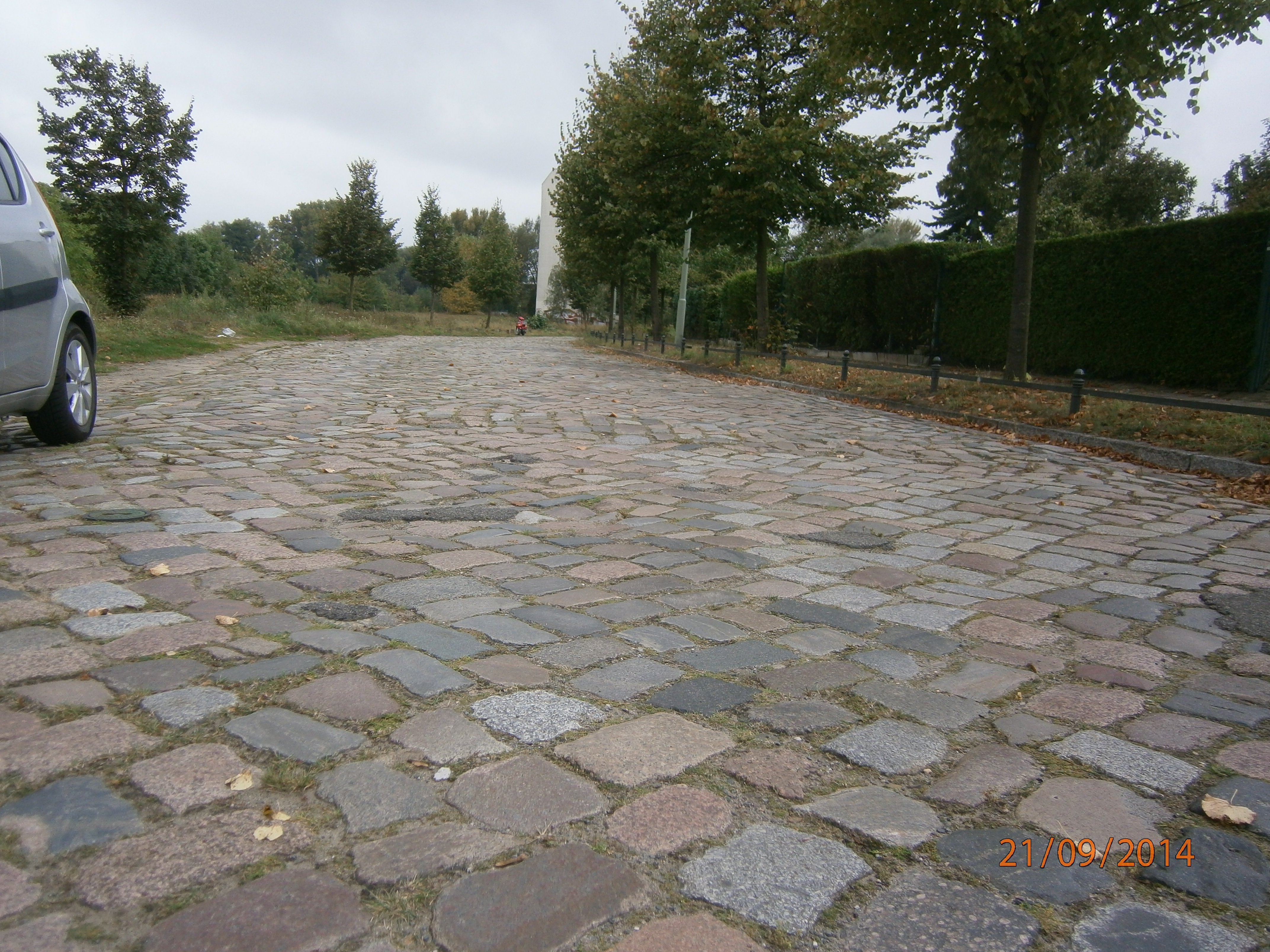
Blick über den Straßenbelag, 2014

Mitte der 1950er Jahre ist der neue Lauf des Tegeler Wegs vom Siemensplatz zum neuen Brückenbauwerk und dem Verbindungskanal im Bau. Ein 15 Meter breit angelegter Seitenabschnitt des Siemensdamms als Umgehung trifft 130 Meter östlich der Schleuse auf den Nonnendamm, der zum „Alten Tegeler Weg“ führt. Diese Umgehungsstraße ergänzt die vorher bestehende Verbindung zwischen Nonnendammallee und Tegeler Weg. Der direkt an der Spree liegende Nonnendamm und dessen Bedeutung als Straßenzug nahm dabei ab, da der alte Straßenlauf nicht mehr erneuert wurde.
Im Jahr 1960 ist der Verbindungskanal vollendet und die projektierte Führung der Stadtautobahn in den Goerdelerdamm auf der Karte eingetragen. Die Autobahn wurde mit der Nordwestbogen-Brücke als Hochstraße geführt ohne Einfluss auf den Nonnendamm über diesen hinweg. Der Nonnendamm ist 1960 nahezu unbebaut. 1961 ist der Abschnitt zwischen der genannten Brücke zum Goerdelerdamm noch nicht ausgeführt.

## Situation seit den 1960er Jahren

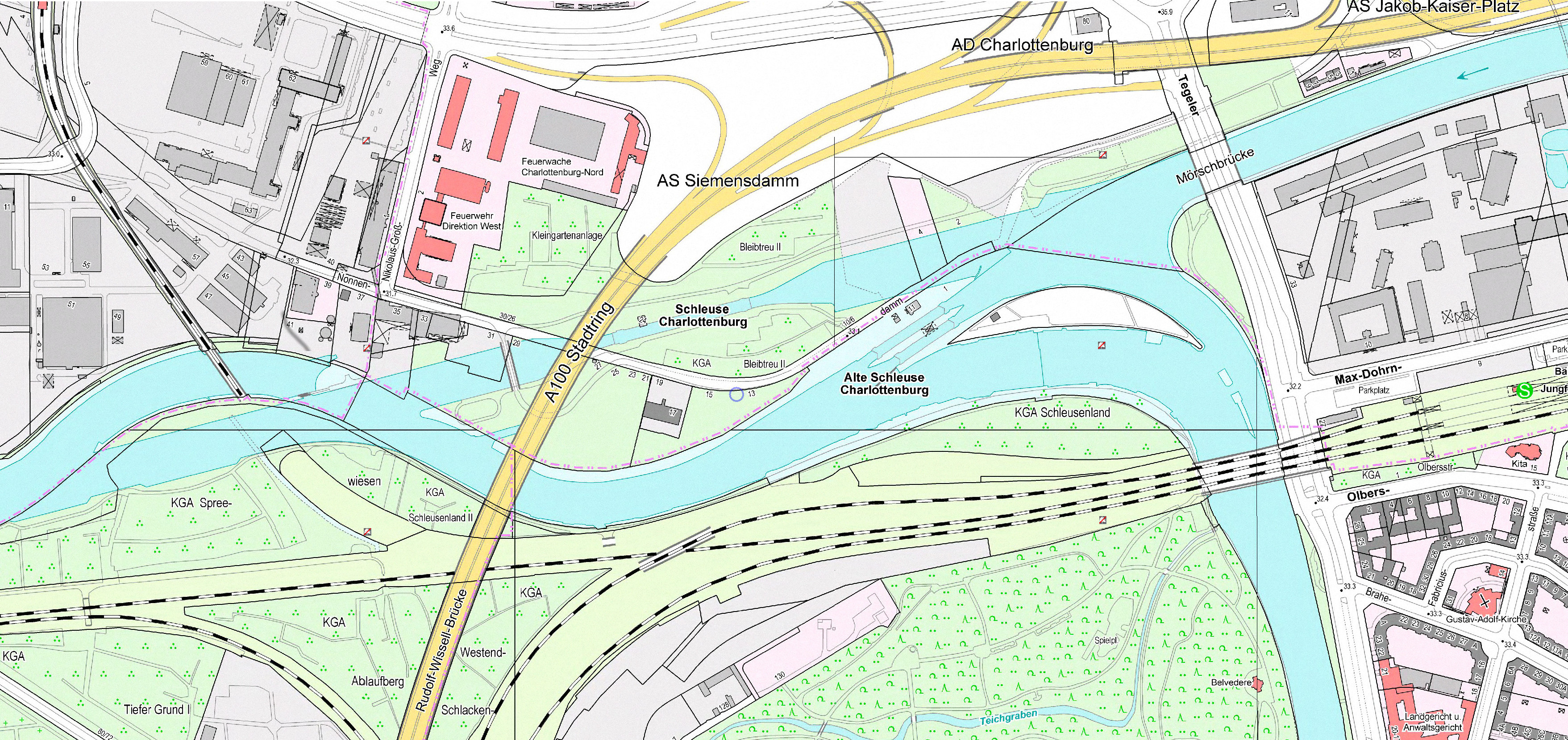
Nonnendamm im Landeskartenwerk (2015)

Der Abschnitt des Nonnendamms, der in Siemensstadt zunächst noch durch das Siemens-Werksgelände verlief, wurde am 1. November 1960 entwidmet. Seither besitzt der Nonnendamm durch den Ausbau von Siemensdamm und Stadtautobahn keine Verkehrsbedeutung. Seit der Entwidmung des Abschnitts westlich vom Siemens-Werkstor ist die Zufahrt zu Gewerbegebäuden, der Kleingartenanlage und der Schleusenverwaltung auf den Nikolaus-Groß-Weg beschränkt. Der Abschnitt zwischen dem Nikolaus-Groß-Weg zum Tegeler Weg gehörte seit 1960 zu Charlottenburg. 2004 wurde das Wohngebiet Charlottenburg-Nord mit dem umgebenden nördlichen Teil Charlottenburgs auf Beschluss der Bezirksverordnetenversammlung des Bezirks Charlottenburg-Wilmersdorf vom 30. September 2004 als eigenständiger Ortsteil geschaffen. Der Nonnendamm wurde auf der Schleuseninsel zur Grenze zwischen den geschaffenen beiden Ortsteilen, wobei das Straßenland zu Charlottenburg-Nord gehört.

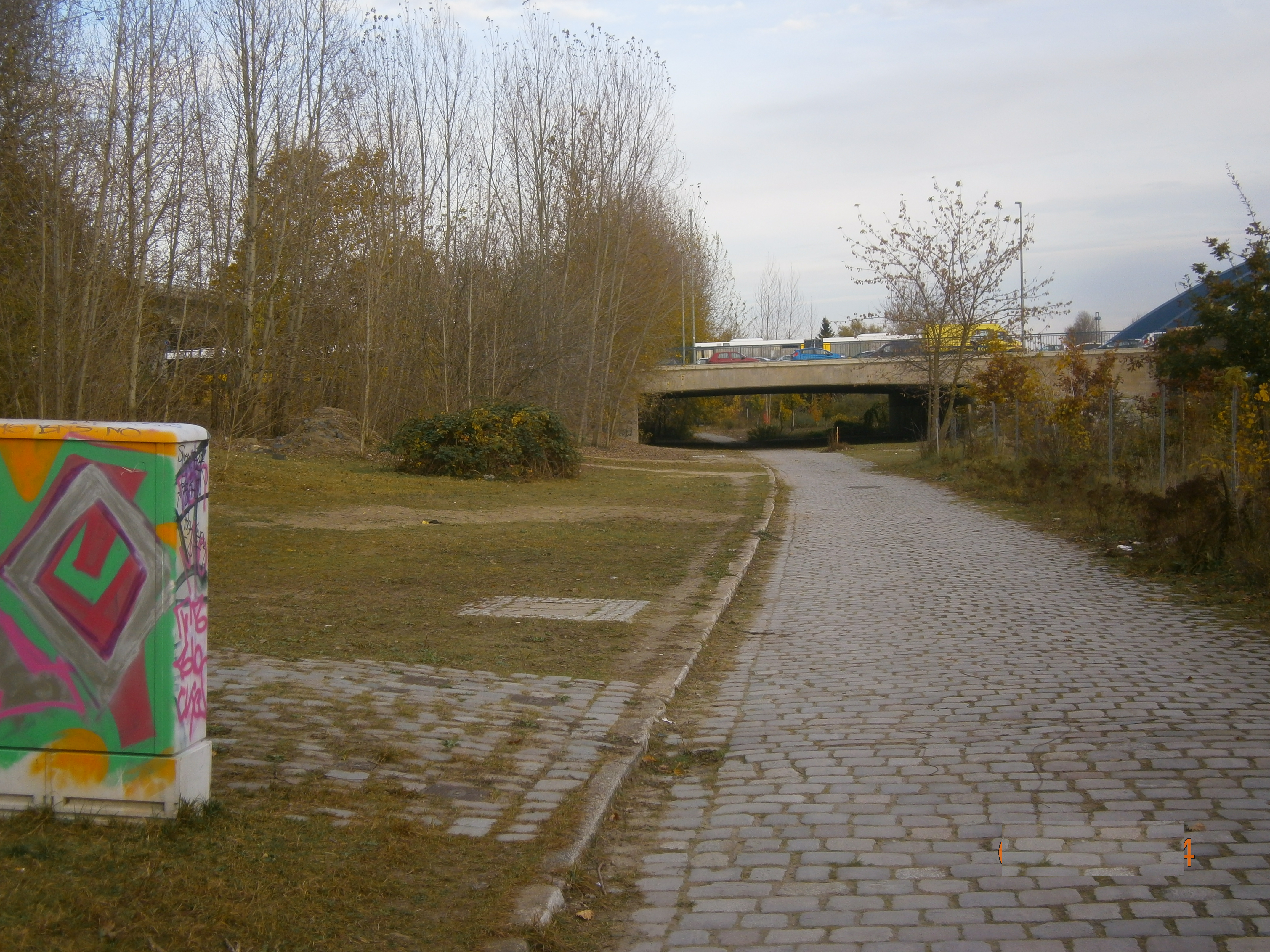
Aufgehobener Verlauf des Nonnendamms westlich der Mörschbrücke

Seit den 1930er Jahren gab es Überlegungen zum Bau einer neuen Schleuse am Nonnendamm, das Schleusenvorbehaltsgelände wurde zwischenzeitlich der KGA verpachtet. Durch den 1999 begonnenen und 2003 fertiggestellten Bau der neuen Schleuse Charlottenburg wurde der Nonnendamm östlich und westlich dieser Schleuse unterbrochen. Die Vorhäfen an beiden Schleusenseiten liegen in gerader Linie in Verlängerung des Westhafenkanals zur unteren Spree, deren Anschluss noch begradigt wurde, sodass eine Insel zwischen alter und neuer Schleuse entstand.
Der Charlottenburger Abschnitt des Nonnendamms zum Tegeler Weg (Mörschbrücke) wurde durch den östlichen Vorhafen des Schleusenneubaus aufgehoben. Durch den westlichen Schleusenvorhafen wurde er zwischen Grundstück 27 und 29 unterbrochen. Für den Zugang zur entstandenen Insel wurde eine hohe Brücke mit langen Rampen zwischen den Grundstücken 25/27 und 29/31 gebaut.

### Angaben im Berliner Straßenverzeichnis
Der Nonnendamm (Spandauer Westende, Nonnendamm / Ecke Nikolaus-Groß-Weg, Ostende Nonnendamm am Kanal) besteht seit den 1990er Jahren noch aus 670 m Anliegerstraße, wovon 100 m in Siemensstadt liegen. In der Straßenliste von Charlottenburg sind 700 m für die Straßennummer 3259 aufgeführt, für Siemensstadt 100 Meter. Diese Straße ist in der RBS-Klasse „VWEG“ (Verbindungsweg) eingeordnet und im Straßenentwicklungsplan (StEP) nicht kategorisiert (Klasse V), da er für die Stadtplanung ohne Bedeutung ist. Jedoch nach der OKSTRA-Klasse „G“ unterliegt der Ausbauzustand den Bedingungen einer Kommunal-(Gemeinde-)Straße, weshalb die Kanalüberbrückung (westlicher Ausgang der neuen Schleuse Charlottenburg) entsprechend neu- und ausgebaut ist. Die amtlichen Angaben zum Landeskartenwerk in der Berliner Straßenliste sind für die Bezirke Spandau (Siemensstadt) und Charlottenburg-Wilmersdorf (Charlottenburg-Nord) gleich. Die Postleitzahl ist 13627. Erschlossen wird er im öffentlichen Nahverkehr mittelbar in Zone B vom Bus 123 und über den Nikolaus-Groß-Weg von der U-Bahn-Linie U7 (Halemweg).
Südlich vom Nonnendamm liegen in Orientierungsnummerierung die Grundstücke 1–57 (gerade) und nördlich 2–40 (ungerade). Die Bezirksgrenze kreuzt zwischen der Landesbranddirektion (gehört zum Nikolaus-Groß-Weg) und Grundstück 40 sowie 35 und 37 über den Nonnendamm.

### Lage der Grundstücke in Charlottenburg

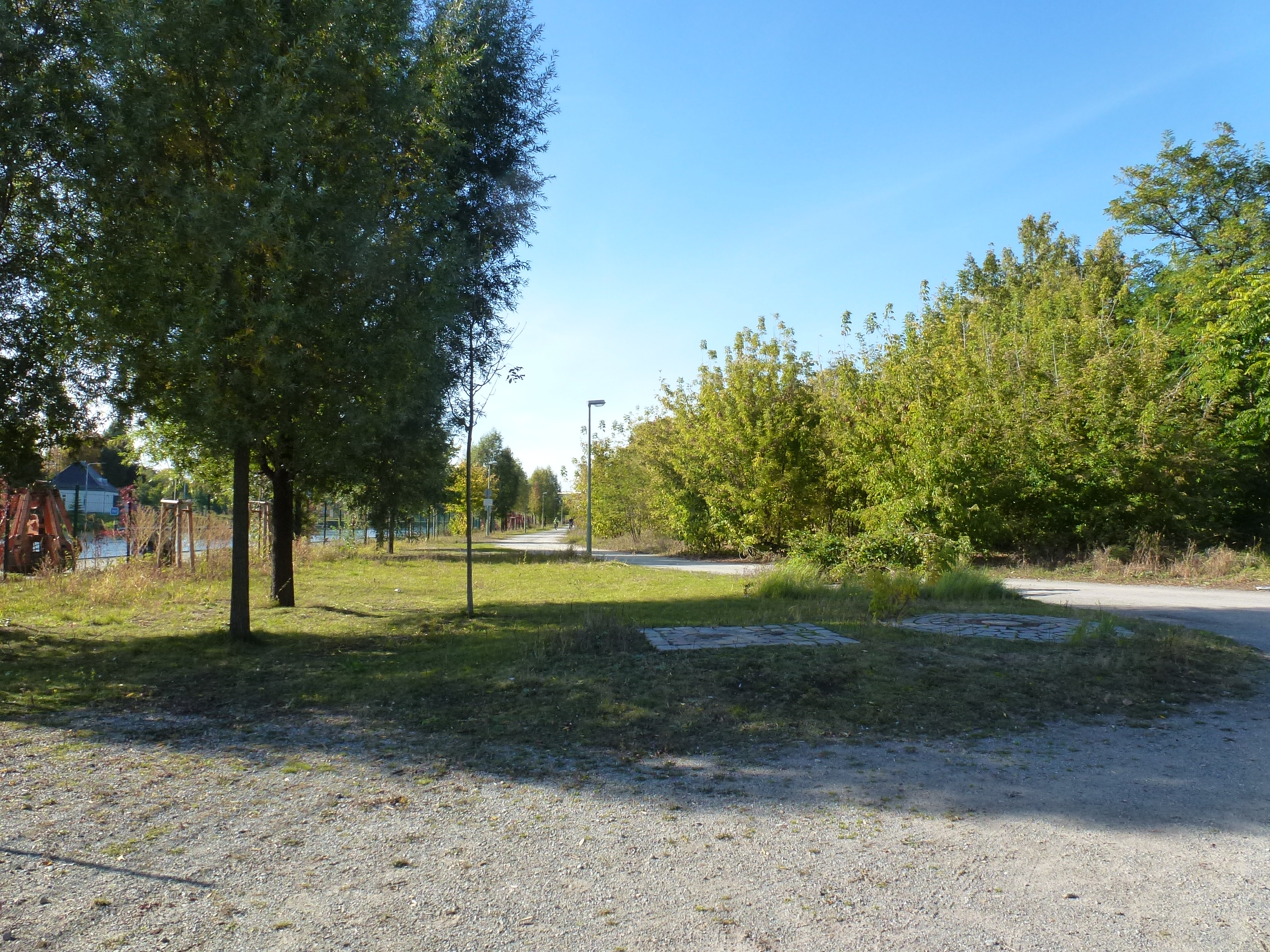
Zufahrt zur Kolonie Bleibtreu

Der Nonnendamm ab Grundstück 35 in Charlottenburg-Nord (am Südrand für 160 m vor dem Kanalufer die Grenze zum Ortsteil Charlottenburg) endet als befahrbare Straße östlich der (alten) Schleusenverwaltung auf Nonnendamm 11. Das noch in der Detailnetzkarte aufgenommene Grundstück Nonnendamm 1 ragt an der Spitze der Insel (als Straßenzug) in den Kanal hinein. Die Grundstücke 2 und 4 des Nonnendamms sind ebenfalls durch den Kanalbau auf dessen Nordseite gelegen.
Auf der „Insel“ an der Südseite des Nonnendamms liegen östlich der Autobahnbrücke die Grundstücke 27–13 (ungerade). Auf dem bebauten Grundstück Nonnendamm 17/19 steht das (von der Stadtautobahn gut zu sehende) Gebäude des Künstlerhauses Berlin am Nonnendamm (vormals: Urban-Lemmsche Chemiefabrik). Die anderen Grundstücke sind ungenutzte Grünflächen zwischen neuem Kanal und Spree. Am Nonnendamm auf dem Inselteil liegt die Kleingartenanlage ‚Bleibtreu II‘ (Parzellen 22–43, Grundstück Nonnendamm 6/10) sowie Gebäude des Wasserstraßenamtes in der Verwaltung der alten Charlottenburger Schleuse und der Neubauschleuse.
Auf der Festlandseite stehen die beiden Gewerbegebäude an der Spandauer Bezirksgrenze (Ortsteil Siemensstadt) Ecke Nikolaus-Groß-Weg auf den Grundstücken 33 und 35.
An der Nordseite des Kanals erhebt sich das neue Schleusengebäude auf Grundstück Nonnendamm 24. Westlich der Autobahnbrücke liegt eine Grünfläche als Nonnendamm 26–30. Dies ist ein vormaliger Teil der Kleingartenanlage, der östlich der Feuerwehrdirektion für die Auslagerung von Material der Feuerwehr entwidmet wurde. Diese Fläche ist als Lager für Feuerlöschgerät reserviert, das nach der Stilllegung des Flughafens Tegel unterzubringen ist.
Nördlich des (neuen) Kanals verblieb ein Fahrweg zur KGA ‚Bleibtreu‘ und den (Grünland-)Grundstücken Nonnendamm 2 und 4. Dieser führt (im Verlauf der alten Trasse) letztlich unter der Mörschbrücke und der Autobahn hindurch zum Alten Tegeler Weg und mündet am Goerdeler/Reichweindamm. Dieser Restbestand der historischen Straße ist als Fuß-/ teils Fahrweg ausgeführt, allerdings nicht mehr mit dem Namen Nonnendamm bezeichnet.

### Lage der Grundstücke in Spandau/Siemensstadt
In Siemensstadt verblieb vom Nonnendamm (nach der Entwidmung) ein kurzer Abschnitt westlich des Nikolaus-Groß-Wegs mit Gewerbegebäuden. An der Nordseite liegt eine Gewerbefläche auf Parzelle 40. Das Gebäude davor ist dem Grundstück des Nikolaus-Groß-Weg zugeordnet, die Verbindungsbrücke zum Handwerker-Fachmarkt (Nonnendamm 35) wechselt bemerkenswerterweise über die Bezirksgrenze. An der Südseite liegen die Grundstücke 37–57. Vor dem Eingang des Techno-Parks bis an den stillgelegten Spreealtarm liegen 37 und 39/41 mit gewerblich genutzten Gebäuden und Flächen. Die folgenden Grundstücke am Nonnendamm sind in der Geschichte von Siemens begründet und folgen der neuen Nutzung im Technopark. Nicht mehr als Straße genannt stehen die Wirtschafts- und Gewerbegebäude 43–47 auf dem Dreieck (Ex-)Nonnendamm, dem (mit der Schleuse entstanden) Spreealtarm und der Bahnanlage der stillgelegten „Siemens-S-Bahn“. Die Werkshallen 51 und 53 sowie das Wirtschaftsgebäude 49 stehen mit Zufahrten westlich hinter dem Bahndamm und grenzen westlich an die dem Wohlrabedamm zugeordneten Grundstücke. Die Grundstücksfläche des Nonnendamms reicht ebenfalls an den ausgesetzten nördlichen Altarm der Spree. Dieser Altarm besteht seit 2003, als durch den geraden Verlauf der Wasserstraße vom Westhafenkanal zur Spree durch den westlichen Schleusenvorhafen der neuen Schleuse, dieser Arm verschlossen wurde.

Der Nonnendamm Mitte der 2010er Jahre
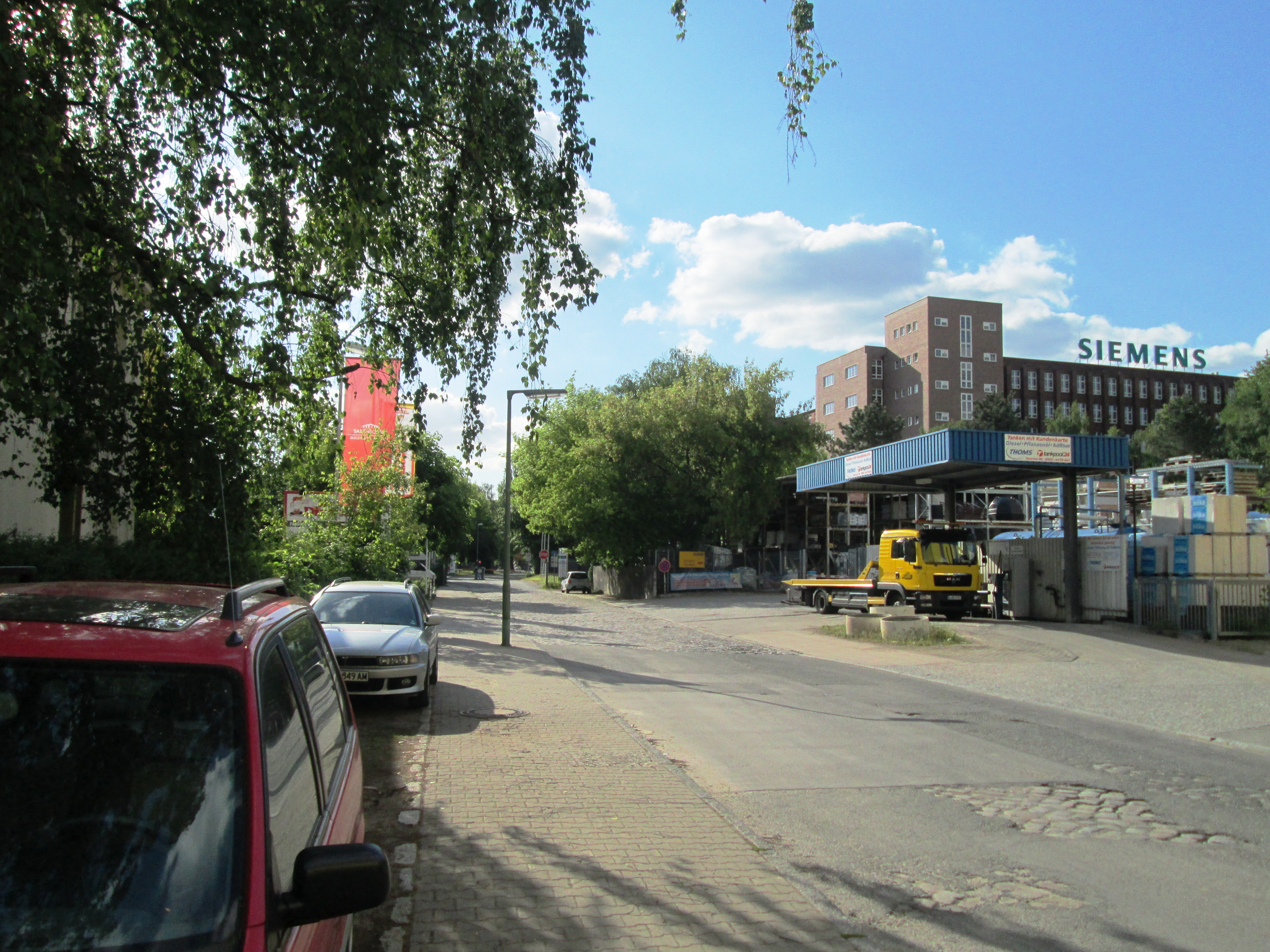
Nonnendamm zum Siemens-Tor in Siemensstadt
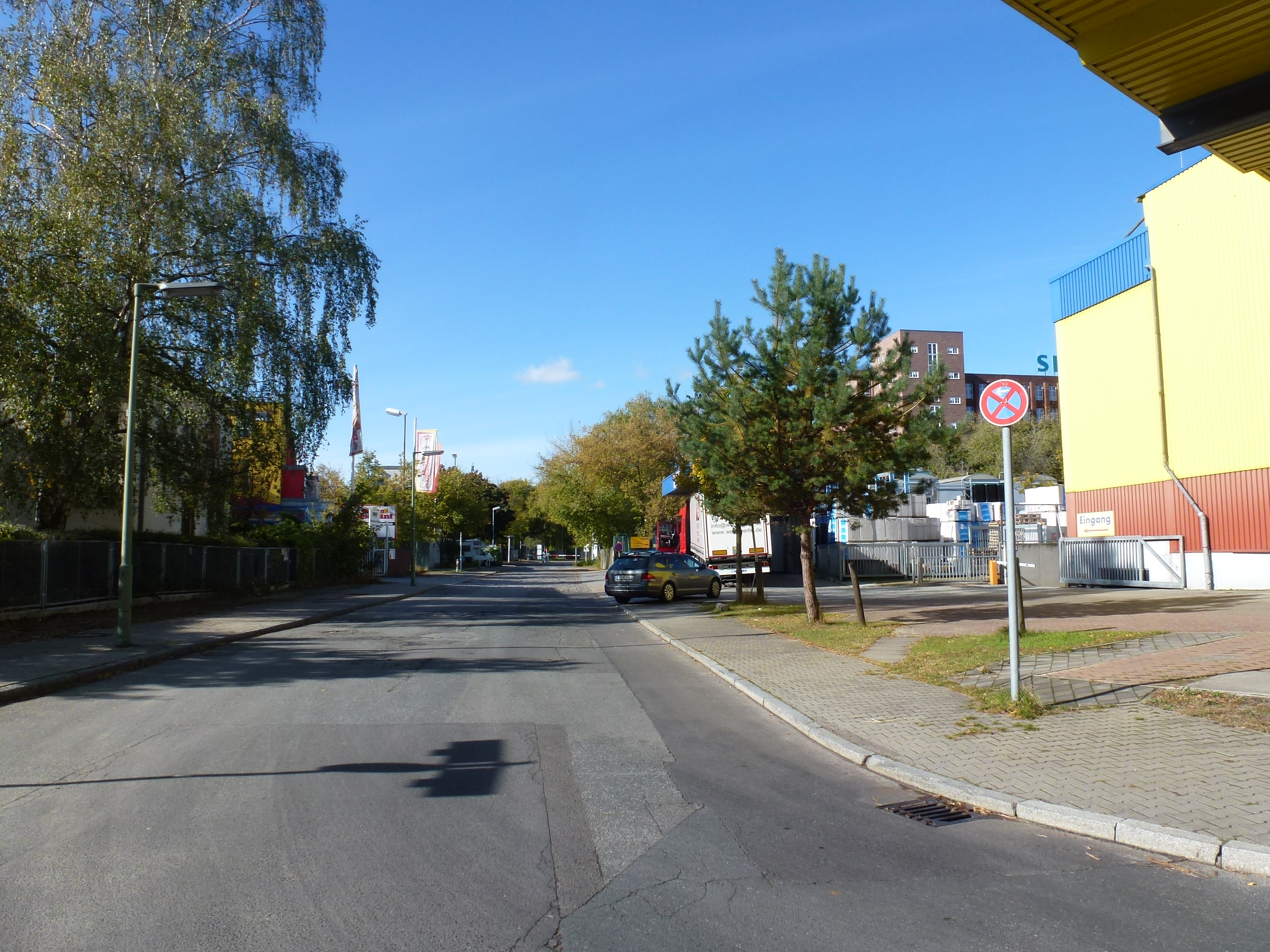
Nonnendamm vom Nikolaus-Groß-Weg nach Westen
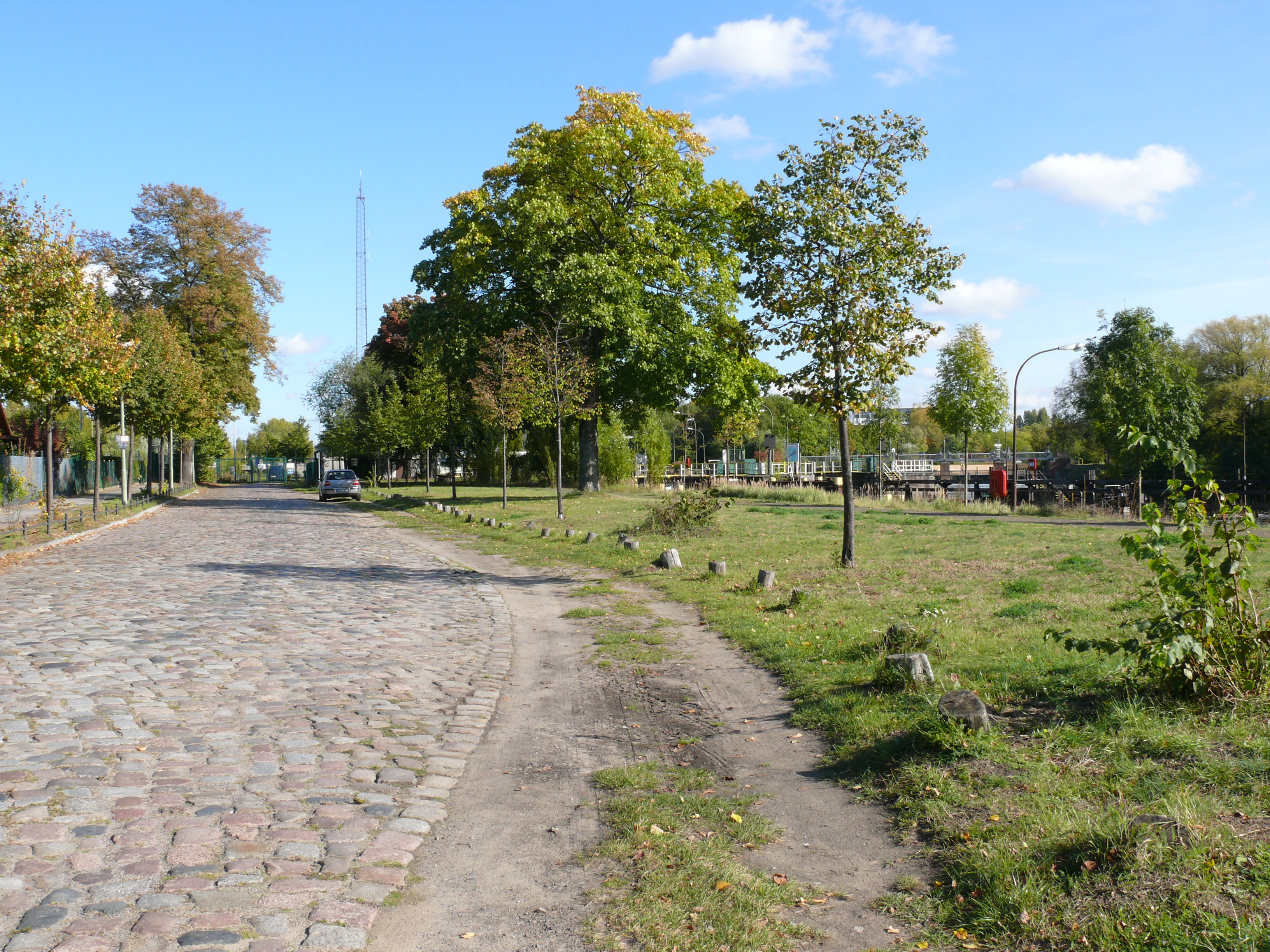
Nonnendamm nach Ost zum Grundstück 11, rechts Ortsteil Charlottenburg
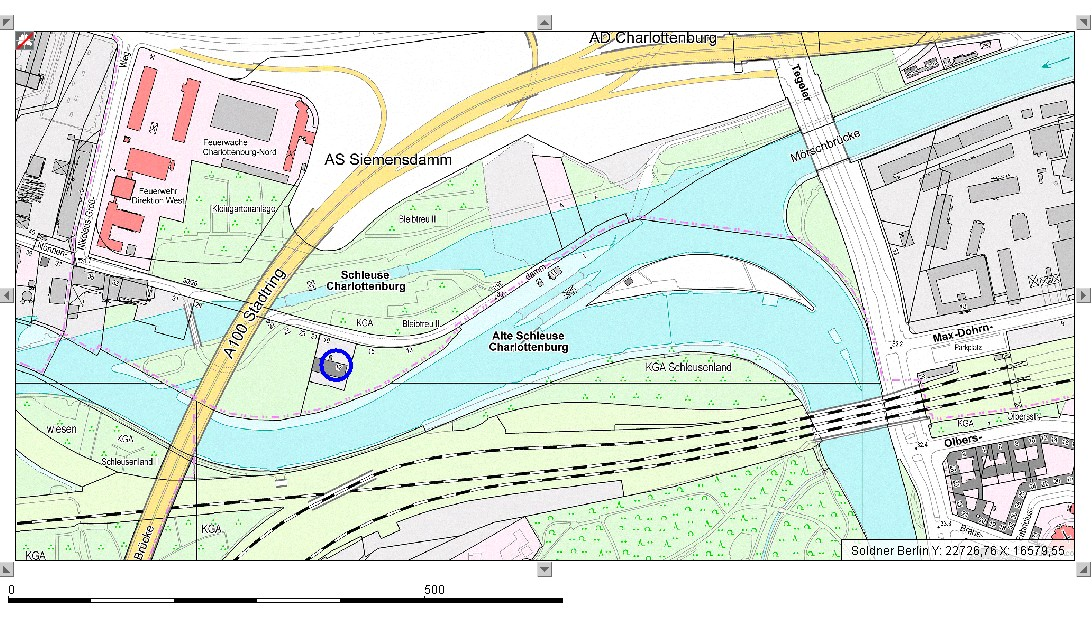
Straßen- und Grundstückslage am Nonnendamm
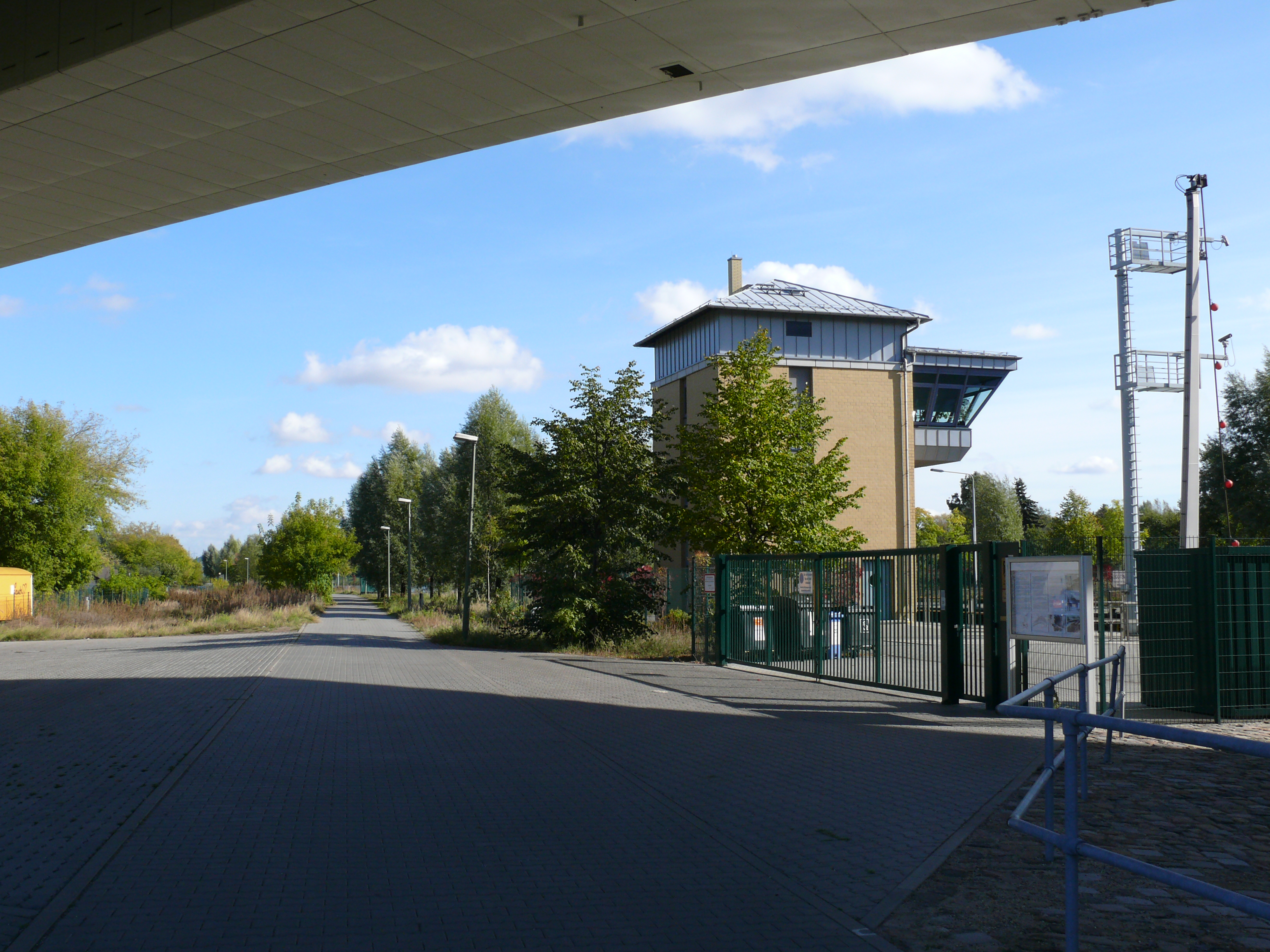
Betriebsgebäude der „neuen“ Schleuse (Nonnendamm 24)
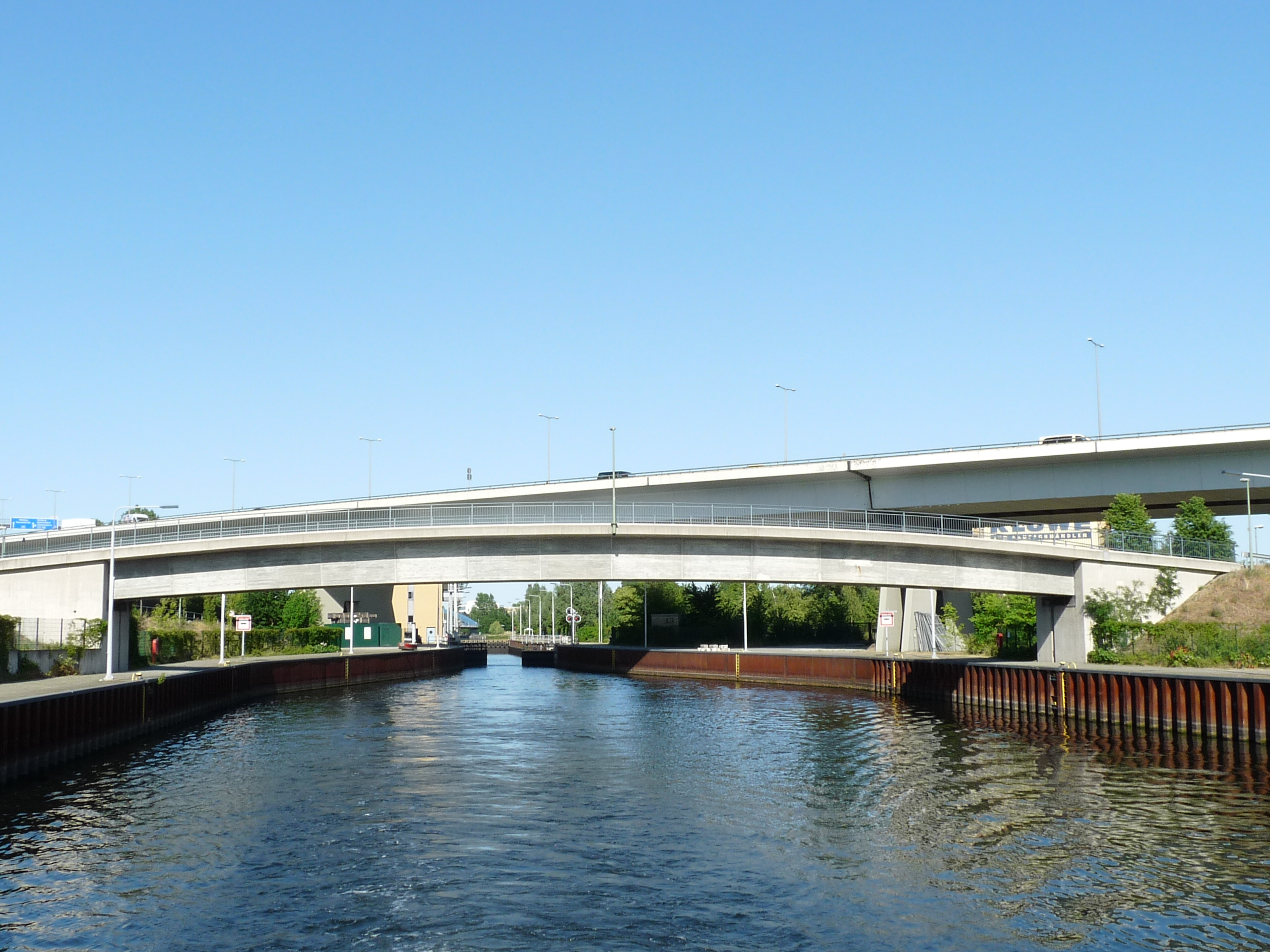
Nonnendammbrücke vom westlichen Schleusenvorhafen, dahinter Stadtringbrücke
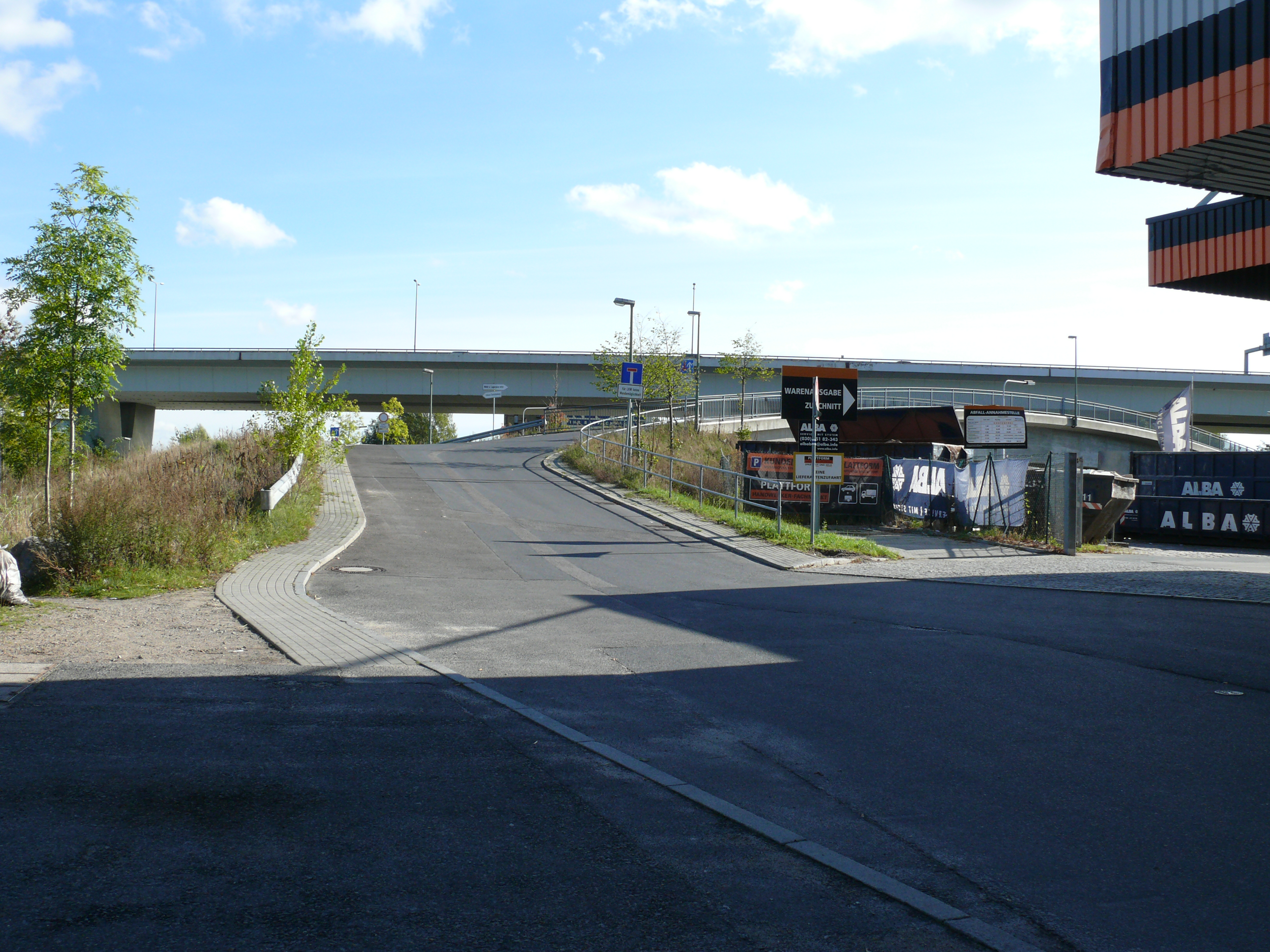
Brückenauffahrt zur Insel, dahinter Autobahnbrücke
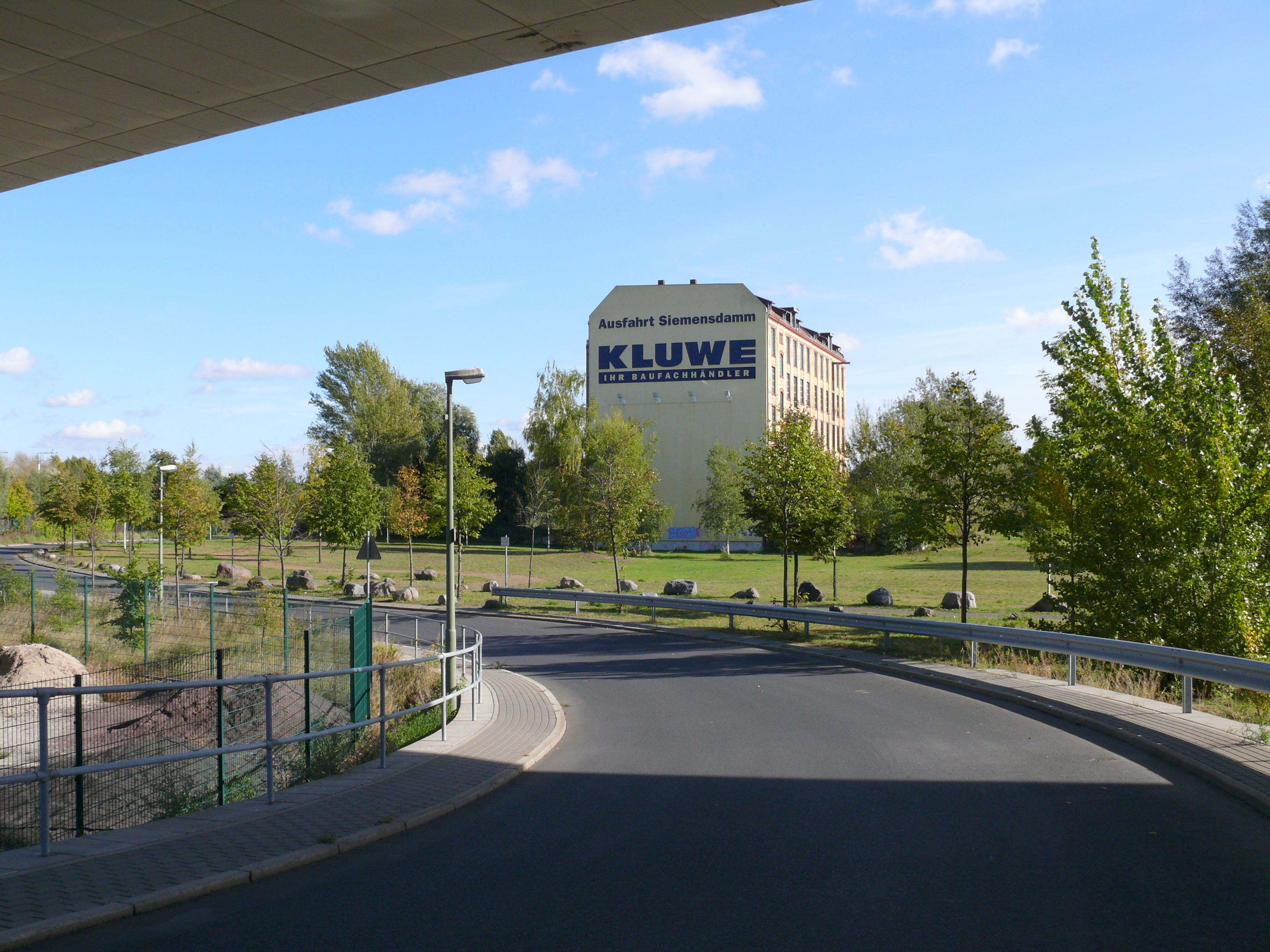
Brückenabfahrt, Blick zum Künstlerhaus
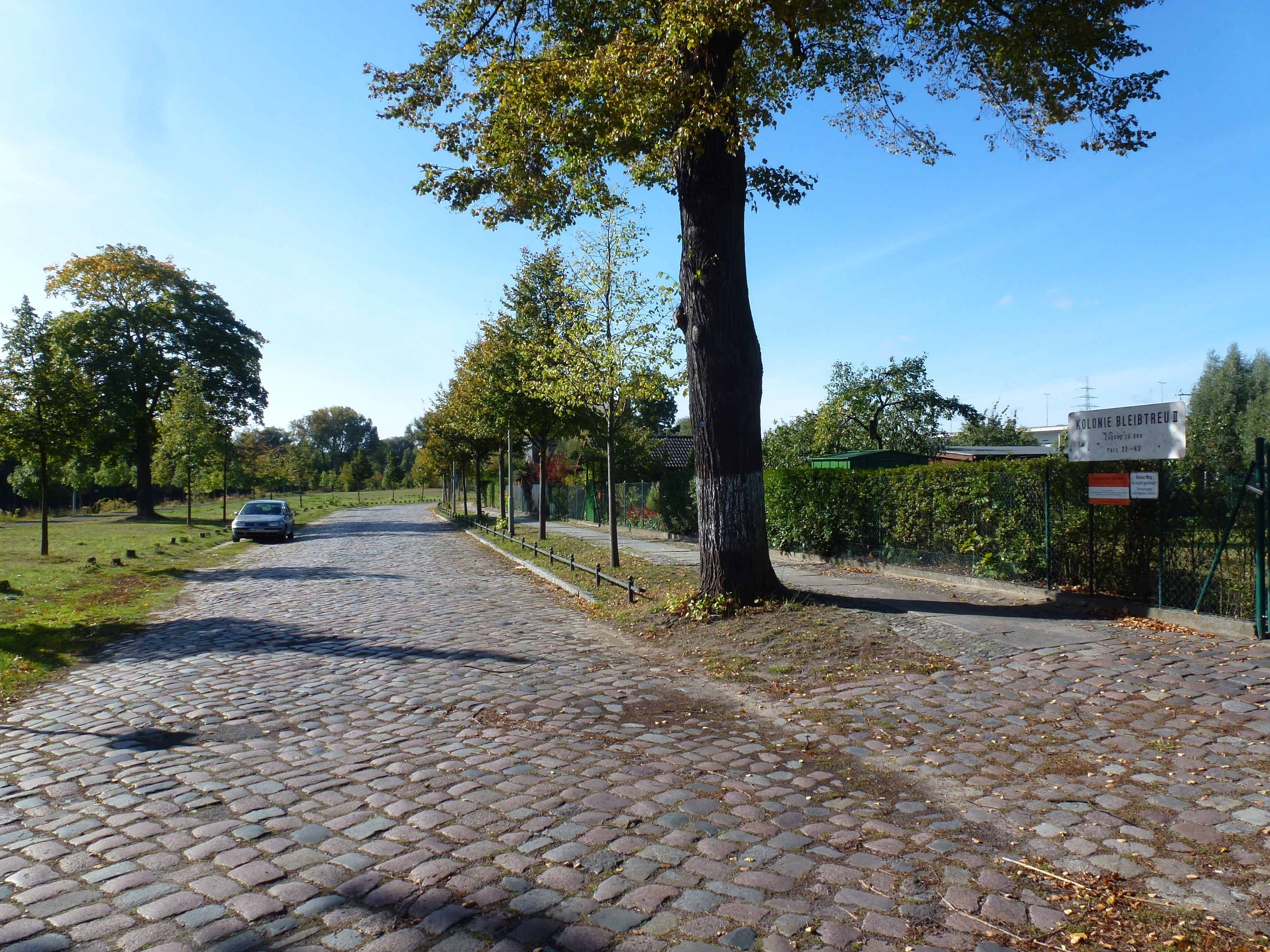
Nonnendamm in Höhe KGA ‚Bleibtreu‘, links Ortsteil Charlottenburg
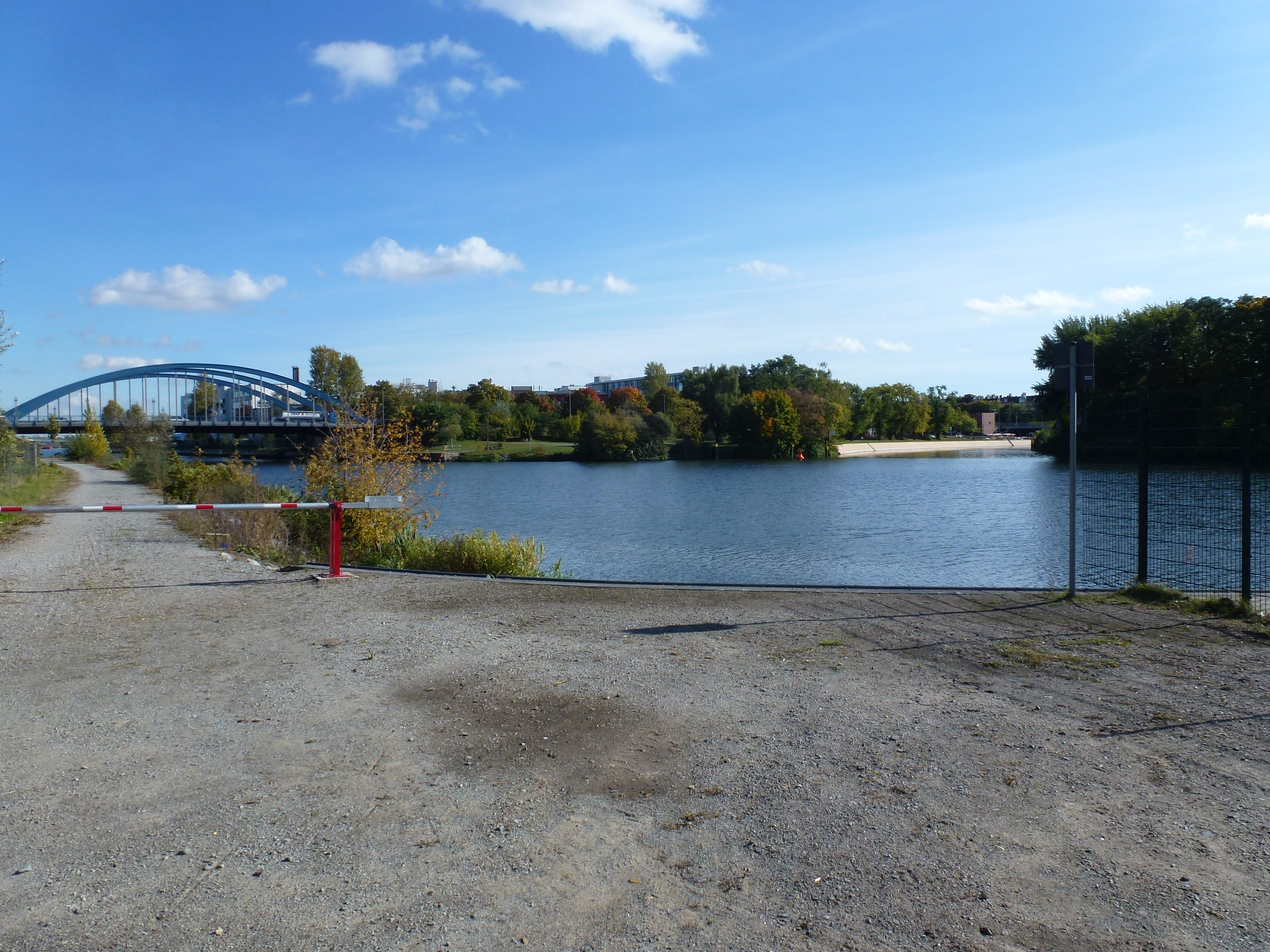
Aufgehobener Nonnendamm am Kanalnordufer